# Alex continuaria
Alex continuaria är en fjärilsart som beskrevs av Walker 1866. Alex continuaria ingår i släktet Alex och familjen mätare. Inga underarter finns listade i Catalogue of Life.